# Jan Górski (fizjolog)
Jan Górski (ur. 6 stycznia 1942 w m. Wagi) – polski naukowiec, profesor nauk medycznych, profesor zwyczajny, fizjolog specjalizujący się w  fizjologii mięśni. Długoletni rektor Akademii Medycznej w Białymstoku. Brat Klemensa Górskiego i Antoniego Górskiego.

## Życiorys
W 1966 ukończył studia na Akademii Medycznej w Białymstoku. W tym samym roku rozpoczął na niej pracę naukową. Cztery lata później uzyskał stopień doktora nauk medycznych, a w 1980 stopień doktora habilitowanego. W 1989 otrzymał tytuł profesorski w zakresie nauk medycznych. W 1986 został kierownikiem Zakładu Fizjologii. W 1994 objął stanowisko profesora zwyczajnego. Łącznie przez dwanaście lat pełnił funkcję rektora Akademii Medycznej – w okresach 1993–1999 i 2002–2008. W ostatnim roku jego urzędowania uczelnia została przekształcona w Uniwersytet Medyczny w Białymstoku.
Wypromował około trzydziestu prac doktorskich, był opiekunem kilku rozpraw habilitacyjnych. Jest autorem prac zamieszczonych w pismach międzynarodowych oraz autorem i redaktorem podręcznika akademickiego Fizjologiczne podstawy wysiłku fizycznego. W 1999 został zastępcą przewodniczącego Komitetu Nauk Fizjologicznych Polskiej Akademii Nauk, w 2002 wiceprzewodniczącym zarządu głównego Polskiego Towarzystwa Fizjologicznego, a w 2003 członkiem korespondentem Polskiej Akademii Umiejętności. Został również wykładowcą Wyższej Szkoły Administracji Publicznej im. Stanisława Staszica w Białymstoku oraz w Państwowej Wyższej Szkoły Informatyki i Przedsiębiorczości w Łomży. Był przewodniczącym rady naukowej Centrum Naukowego Medycyny Kolejowej.

## Odznaczenia
W 2011 odznaczony przez prezydenta Bronisława Komorowskiego Krzyżem Komandorskim Orderu Odrodzenia Polski.